# 2000體育館
2000體育館(俄語: Универсальный Культурно-Спортивный Комплекс Арена-2000)是俄罗斯雅罗斯拉夫爾的一个冰球场。它于 2001 年开业，可容纳约 9,000 人。 它主要用于冰球比赛，是大陸冰球聯賽雅罗斯拉夫爾火车头队的主场。它也用于音乐会、展览和溜冰场。 它主办了 2003 年 IIHF 世界 U18 锦标赛。